# Teatro Chico (Santa Cruz de La Palma)
El Teatro Chico es un teatro de Santa Cruz de La Palma, La Palma, Canarias, España. Fue creado en 1866 por la llamada Sociedad Civil “Terpsicore y Melponeme” como lugar de celebración de espectáculos y festejos públicos. 

## Historia
El edificio es, en realidad, un oratorio del antiguo Hospital de Dolores y Concepción fundado hacia el año 1514. Al trasladarse este Hospital, en el año 1837, al convento de las Monjas Claras, queda el oratorio abandonado, sufriendo desde entonces un progresivo proceso de degradación. 
Funcionaban entonces en la ciudad dos pequeños teatros que venían a satisfacer las crecientes necesidades culturales que se producían como consecuencia del resurgimiento general experimentado por la isla desde comienzos del siglo XIX. El primero era el de “Oriente”, situado en la actual calle de Pérez de Brito. El segundo se hallaba instalado en el salón alto del antiguo Hospital de Dolores y Concepción. Cuando el local que ocupaba este último teatro pasa a ser destinado a Escuela de Instrucción, un acuerdo del Ayuntamiento de la ciudad, fechado el 28 de abril de 1866, cede el uso del oratorio a Juan Antonio Pérez y “ocho vecinos más”, para dedicarlo a “Sala de espectáculos y festejos públicos”. La idea básica de la que se partía en la obra acometida en 1866 era la de conseguir la total ocultación de la fábrica del oratorio, de forma que resultara imposible reconocer el carácter sagrado del edificio. No se consideraba, al parecer, compatible la representación de piezas escénicas de carácter profano con el carácter religioso del edificio, por lo tanto la idea principal para adecuar este edificio fue la imagen de espacio lúdico que llena por completo el interior de la sala, siendo menos afortunada en el edificio posterior que alberga las escasas dependencias y servicios del teatro. En los años 1957 y 1958 se procedió a instalar en él una emisora de radio, La Voz de la Isla de la Palma, sufriendo reformas formales e importantes de adecuación.

## Estructura
La organización básica del edificio del Teatro es la de una estructura ligera introducida y soportada por una más fuerte compuesta por los muros de la primitiva iglesia. Cabría hablar, por tanto, de una escenografía creada para posibilitar la creación de otras varias. Resulta, pues, que el edificio actual es, en realidad, una típica iglesia canaria de una nave, de estilo mudéjar. Volumétricamente existían tres cuerpos: 

### Cuerpo de entrada
Lugar que ocupaba el presbiterio en el estado primitivo. En esta parte existe toda una serie de elementos característicos de la decoración menuda y de carácter “temporal” que se realizó en el siglo pasado. Dos puertas y dos ventanas, de la más pura tradición canaria en el tratamiento de carpintería de madera forman los huecos que dan acceso a la planta baja desde la calle e iluminan el piso alto, respectivamente. Los huecos de acceso a la sala de espectadores, tanto en planta baja como a nivel del entresuelo, se hallan formados por carpintería de muy escaso valor y torpe ejecución, habiendo desaparecido las dos hojas de la planta de entresuelo. 
El techo de esta sala está constituido por el forjado de madera que soporta el piso alto, que, en su día, albergó un café. En dicha planta alta y entre las modificaciones que se efectuaron con motivo de la instalación de la emisora local aún puede verse parte del arco de embocadura del presbiterio de la primitiva iglesia. Una estrecha escalera conecta la planta baja con el nivel superior, quedando oculta por un tabique que la separa del eje principal. El motivo más interesante de este cuerpo de entrada es la escalera que une la entrada al entresuelo con la planta baja la cual aparece como una prolongación al exterior de la decoración en madera que, con una configuración simétrica, proporciona dos tiros de escalera, uniéndose éstos en la entrada a la entreplanta y conformando un dosel sobre el acceso a la sala en planta baja. La decoración es similar a la del resto del edificio, sin adscripción concreta a una determinada opción estilística, pero en la misma línea de insinuación historicista. 

### Cuerpo de la sala de espectadores
Lo constituye la nave de la iglesia y se halla separado del presbiterio -cuerpo de entrada- por un arco de cantería de fonolita clara, embutido actualmente en el muro frontero. En la parte alta de los muros de esta sala se han encontrado los restos de los huecos que primitivamente iluminaban el interior de la iglesia. La estructura que forma las zonas de espectadores está constituida por forjados y antepechos de madera soportados por finos pilares de fundición que a su vez descansan sobre una cimentación corrida de piedra. Los antepechos no llevan decoración alguna como no sean los resaltes que marcan el apoyo de los pilares que están constituidos por piezas de fundición de poca sección y poseen capiteles y basas del mismo material, bastante elaborados.
Aparte de las cornisas que forman, en realidad, parte de una orientación estilística precisa, son, en realidad (como en el caso de los capiteles de ascendencia corintia) una agrupación de formas y tipos que reúnen partes inventadas y partes degeneradas de alguna forma histórica. Estas son, igualmente, las características formales de la pieza de embocadura que es el punto más llamativo de la disposición general de la sala, estando constituida por una estructura de madera muy ligera que forma el arco de embocadura y los palcos de proscenio. El primero está formado por chapas de madera o cartón conectadas a una estructura superior de la que cuelgan; su decoración pintada es de tipo alegórico, con evocaciones de la música y el teatro, representadas por ángeles; en el centro de la composición el escudo de Santa Cruz de La Palma y todo ello sobre un fondo de nubes y guirnaldas vegetales. Una gran moldura remata el arco en su encuentro con el plano vertical frontal. Los segundos -palcos de proscenio- continúan la tradición clásica en cuanto a su composición formal. Los dos vanos de los palcos se hallan enmarcados, además de por sus molduras correspondientes, por un orden gigante de pilastras clásicas que sostienen un entablamiento decorado con triglifos. La fuerte cornisa de este último remata todo el conjunto y oculta el arranque del arco de embocadura. El telón de embocadura es del tipo americano (desplazamiento lateral) y su color rojo destaca en la sala, cuyo color fundamental es el blanco con molduras grises y doradas.
El foso de la orquesta, de dimensiones reducidas, se sitúa en la posición habitual, es decir, entre el proscenio y el patio de butacas, estando separada de éste por una barandilla torpemente labrada. El espacio que ocupa este foso tiene conexiones con el foso bajo del escenario y con el que existe bajo el patio de butacas, éste es, en realidad, el espacio necesario para que la plataforma que soporta dicha zona de espectadores pueda ascender o descender a voluntad. En efecto, el Teatro puede ser adaptado, elevando el suelo del patio de butacas y cubriendo el foso con planchas de madera, como salón de baile, formándose de este modo una superficie continua entre zona de espectadores y escenario. La zona interna del escenario contiene los tradicionales elementos de todo edificio de esta índole, aunque acusa fuertemente tanto la degradación sufrida como la carencia de algunos elementos importantes, por ejemplo, el “peine”. Posee dos pasarelas aproximadamente coincidentes con el tercer piso de la sala y una compleja estructura que soporta el arco de embocadura de la escena, todo ello en madera.
El piso del escenario es una tarima de madera en la que se abren varias trampillas para facilitar el descenso a la zona de almacén del foso y posibilitar la situación del apuntador, cuya concha, en tela y madera, aún se conserva. Antes de pasar al tercer cuerpo del teatro convendría considerar la cubierta de los dos precedentes. En la zona del antiguo presbiterio ha desaparecido la primitiva cubierta de teja a tres aguas que la cubría. Es de suponer que las formas de madera que la constituían serían del mismo tipo que las de la cubierta de la sala, es decir, formando una especie de arcos atirantados con apariencia de cerchas. Estas son, en efecto, las piezas de la cubierta a dos aguas que protege la sala de espectadores y el escenario sin solución de continuidad. La única diferencia aparente es la colocación de un falso techo que oculta sobre la sala la estructura de cerchas de la cubierta y se adapta fielmente a su forma originando así un volumen excesivamente elevado para el tamaño de este espacio.
En el escenario, por el contrario, la estructura de cubiertas está totalmente desprovista de cubierta inferior. Se puede observar, entonces, como subsisten aún las huellas del primitivo “almizate” que formaría la tradicional constitución artesonada de las iglesias canarias. Hoy en día no queda nada de este elemento ni del ripio que debería forrar la estructura de formas de madera para colocar la teja, árabe en su día y plana en la actualidad. Las piezas que forman la pseudocerchas del elemento que estamos describiendo son vigas que aún poseen las ranuras inferiores características de estos artesonados canarios. Un lucernario se abre en el centro de la sala a través de falso techo.

### Cuerpo posterior
Es un edificio independiente de la fábrica de la antigua iglesia y su paso a esta se hace a través de lo que en su día fue el arco de entrada, de estilo neomudéjar y en piedra rojiza y que hoy es hall oculto y cegado en parte de este muro frontero. El resto de esta construcción tiene como elementos más sobresalientes los huecos que dan a la calle de Pérez Volcán, de estilo puramente canario. Por lo demás, sólo unas columnitas de fundición en planta baja, así como los arcos que las enlazan, merecen ser mencionados. El forjado que separa las dos plantas es de madera y en la parte superior existen algunas mamparas del mismo material sin ningún valor. Ningún otro elemento notable destaca en su interior dado que el abandono y el cambio de uso sufrido hace varios años le han despojado de muchos de ellos. 
Para finalizar, sólo mencionar el aspecto exterior del edificio, donde la división en tres cuerpos es perfectamente reconocible y especialmente la diferencia de alturas entre la nave y sala-escenario y el cuerpo de entrada, esto es, entre la nave y el presbiterio de la antigua capilla. Sólo los huecos descritos en el último de éstos y los del edificio adosado, así como uno lateral abierto no hace mucho como salida de emergencia, rompen la continuidad de los muros de mampostería totalmente encalados que constituyen la modesta imagen de este edificio.